# Präsidentschaftswahl in Sri Lanka 2024

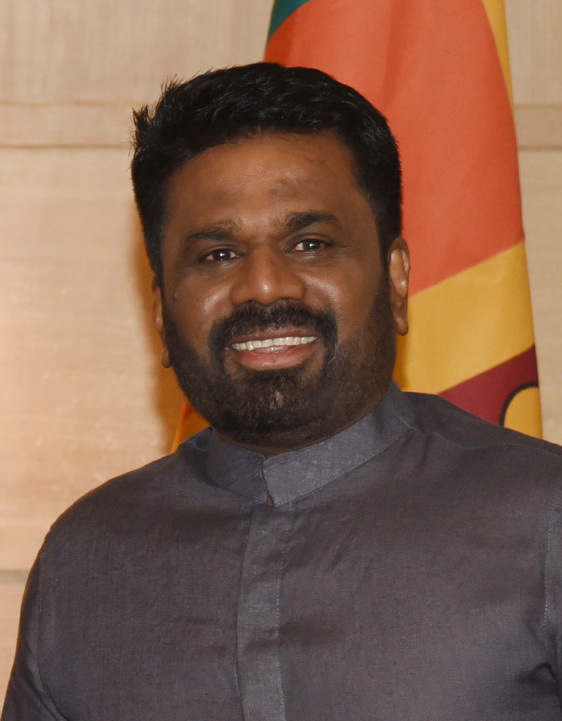
Wahlsieger Anura Kumara Dissanayake (2024)

Die Präsidentschaftswahl in Sri Lanka 2024 fand am 21. September 2024 statt. Die Wahl wurde vom Kandidaten der Janatha Vimukthi Peramuna (JVP) Anura Kumara Dissanayake gewonnen. Zum ersten Mal in der Geschichte Sri Lankas gewann damit ein Kandidat der extremen Linken die Präsidentschaftswahl.

## Hintergrund
Die letzte Präsidentschaftswahl fand am 20. Juli 2022 statt. Es war eine vorgezogene Wahl, da der am 16. November 2019 gewählte Amtsinhaber Gotabaya Rajapaksa nach massiven öffentlichen Protesten ins Ausland geflohen war und dort seinen Rücktritt erklärt hatte. Daraufhin musste gemäß Verfassungsartikel §38 und §40 eine Neuwahl des Präsidenten durch das Parlament erfolgen. Dies brachte den bisherigen Premierminister Ranil Wickremesinghe ins Amt. Die Amtszeit des neu gewählten Präsidenten war jedoch nur auf den Rest der angebrochenen fünfjährigen Amtsperiode d. h. bis zum November 2024 begrenzt. Bis zum November 2024 musste eine Neuwahl erfolgen.
Ursache für die Proteste und politischen Unruhen war die schwere Wirtschaftskrise, in die Sri Lanka etwa ab dem Jahr 2019 geraten war. Diese Wirtschaftskrise – die schwerste seit der Unabhängigkeit 1948 – hatte zwei äußere Ursachen: zum einen die COVID-19-Pandemie, die zu schweren Einnahmeausfällen im Tourismussektor führte, und zum anderen die wirtschaftlichen Verwerfungen, die durch die russische Invasion der Ukraine ab Februar 2022 ausgelöst worden waren. Nach dem Urteil vieler Sri-Lanker und Wirtschaftsexperten kam als dritter Faktor die jahrelange Misswirtschaft und Korruption des Rajapaksa-Familienclans, der die Politik Sri Lankas über viele Jahre dominiert hatte, hinzu. Es war versäumt worden, die Wirtschaft Sri Lankas zukunftsfest zu machen und die Rajapaksa-Brüder (einer als Präsident, der andere als Premierminister) hatten in populistischer Manier Wählergeschenke an ihre Klientel verteilt, Schlüsselpositionen in Wirtschaft und Verwaltung mit ihren Familienangehörigen besetzt und sich dabei persönlich bereichert.
Infolge der sich zuspitzenden Wirtschaftskrise musste Sri Lanka am 12. April 2022 die Bedienung seiner Staatsschulden vorläufig einstellen, was faktisch einem Staatsbankrott gleichkam. In der Folgezeit kam es zu einer passageren Hyperinflation mit einer Inflationsrate von 46,4 Prozent im Jahresmittel 2022 und einem damit verbundenen Wertverlust der sri-lankischen Rupie von 81,2 Prozent im Jahr 2022. Während der Jahre 2022 und 2023 nahm die Wirtschaftsleistung des Landes um 9,5 Prozent ab und die Staatsverschuldung erhöhte sich im Jahr 2022 drastisch auf 119,2 Prozent des BIP. Die Mehrheit der Haushalte in Sri Lanka erlebte Einkommensverluste und es kam zu Lebensmittelverknappungen und Engpässen bei der Versorgung mit Medikamenten und Mineralölprodukten. Die Armutsrate nahm stark zu. Eine allmähliche wirtschaftliche Erholung war ab der zweiten Jahreshälfte 2023 zu beobachten, einhergehend mit einer allmählichen Erholung des Tourismus und mehrerer internationaler Abkommen zur Umstrukturierung der sri-lankischen Auslandsschulden. Jedoch blieb die persönliche wirtschaftliche Lage für die meisten Sri Lanker angespannt.

## Kandidaten
Am 16. Mai 2023 wurde Sajith Premadasa zum Präsidentschaftskandidaten der Samagi Jana Balawegaya (SJB) nominiert. Wenige Tage später erklärte am 23. Mai 2023 der Geschäftsmann Janaka Ratnayake seine Absicht, als unabhängiger Kandidat anzutreten. Die Janatha Vimukthi Peramuna (JVP) folgte am 1. September 2023 mit der Nominierung von Anura Kumara Dissanayake. Die United National Party (UNP) nominierte längere Zeit offiziell keinen Spitzenkandidaten. Der amtierende Präsident Ranil Wickremesinghe erklärte am 26. Juli 2024 seine Absicht, als Unabhängiger zu kandidieren. Über den Grund, warum Wickremesinghe nicht als offizieller Kandidat der UNP antrat, wurde spekuliert, dass er sich von der innerlich zerstrittenen, durch die Abspaltung der SJB stark geschwächten UNP distanzieren und sich ein überparteiliches Image verpassen wollte. Möglicherweise wollte er auch den beginnenden wirtschaftlichen Wiederaufstieg, der unter seiner Präsidentschaft erfolgt war, für seine Kandidatur vereinnahmen.
Am 1. Mai 2024 wurde bekannt, dass der amtierende Justizminister Wijeyadasa Rajapakshe als Kandidat der Sri Lanka Freedom Party (SLFP) antreten werde. Allerdings blieb die Nominierung Rajapakshes aufgrund von Führungsstreitigkeiten innerhalb der SLFP zunächst unsicher.
Bis zum 31. Juli 2024 zahlten sechs Kandidaten die notwendige Registrierungsgebühr bei der Wahlkommission ein. Darunter befanden sich zwei Unabhängige (Ranil Wickremesinghe und der ehemalige Parlamentsabgeordnete Sarath Keerthirathne), und vier Kandidaten registrierter Parteien: Oshala Herath (Abhinawa Niwahal Peramuna), A. S. P. Liyanage (Sri Lanka Labour Party), Sajith Premadasa (Samagi Jana Balawegaya) und P. W. S. K. Bandaranayake (National Progressive Front).
Am 5. August 2024 ließ sich Sarath Fonseka, der bei der Präsidentschaftswahl 2010 der Gegenkandidat Mahinda Rajapaksas gewesen war, als Unabhängiger für die Wahl registrieren.
Am 7. August 2024 wurde Namal Rajapaksa, ein Sohn Mahinda Rajapaksas, auf einer Parteiversammlung der Sri Lanka Podujana Peramuna (SLPP) zum offiziellen SLPP-Kandidaten ausgerufen.
Am 25. August 2024 fand zwischen 9.00 und 11.00 Uhr die offizielle Kandidatenregistrierung im Wahlsekretariat statt. Die Wahlkommission teilte anschließend mit, dass sie die Nominierung von 39 Kandidaten akzeptiert hatte. Dies war die bislang höchste Zahl an Kandidaten bei einer Präsidentschaftswahl in Sri Lanka. Bei der letzten Wahl 2020 hatte es 35 Kandidaten gegeben.

Auswahl von Kandidaten
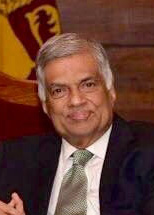
Ranil Wickremesinghe (Unabhängiger)
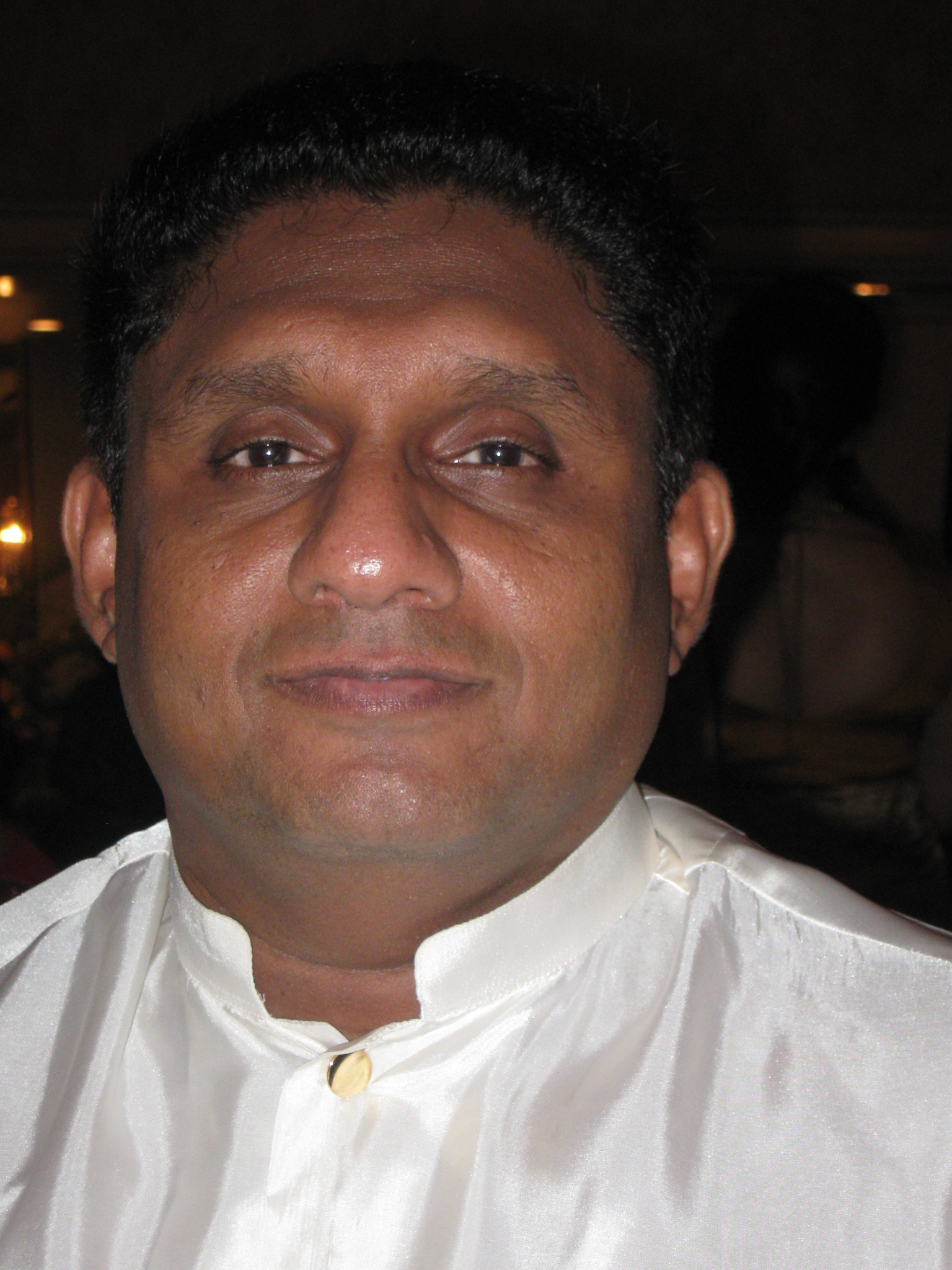
Sajith Premadasa (SJB)
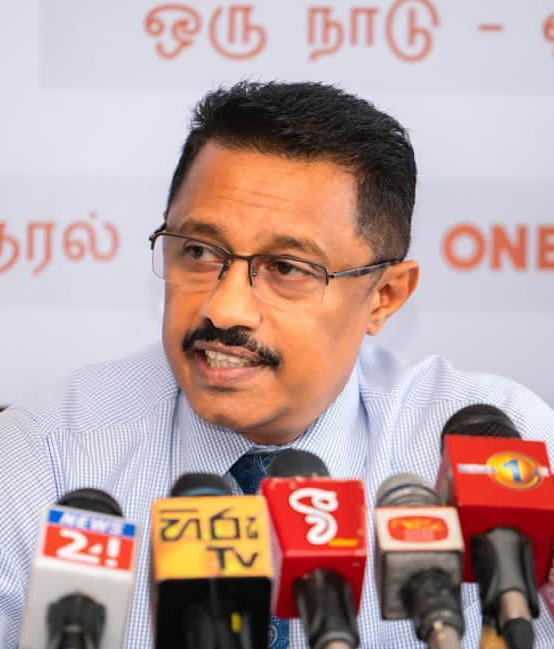
Janaka Ratnayake (Parteiloser)
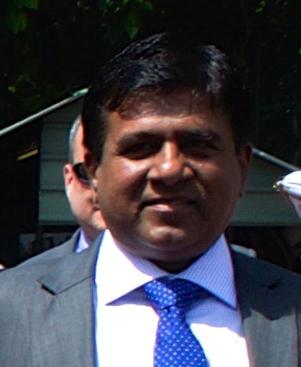
Wijeyadasa Rajapakshe (SLFP)
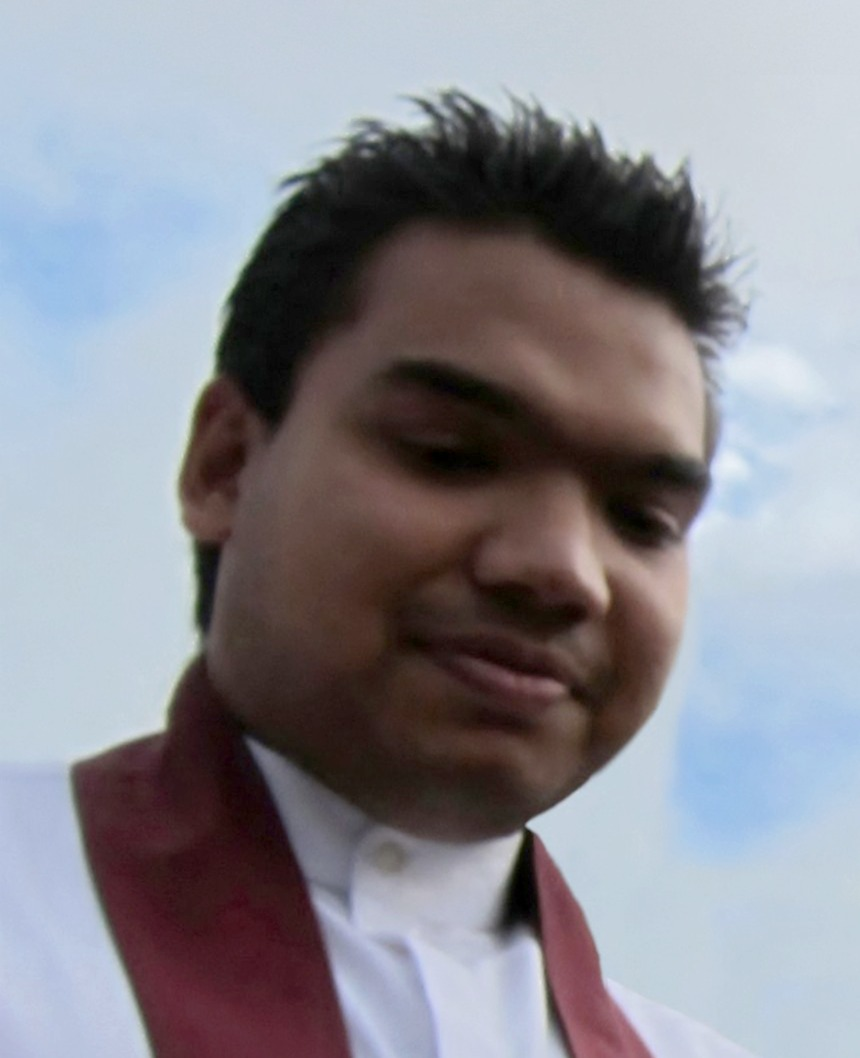
Namal Rajapaksa (SLPP)

Im Folgenden sind die 39 zugelassenen Kandidaten aufgelistet. Unter den Kandidaten befand sich keine einzige Frau.
1. Dilith Jayaweera

2. Sarath Manamendra

3. Abubakar Mohamed Infaz

4. A.S.P. Liyanage

5. Pani Wijesiriwardena

6. Priyantha Pushpakumara Wickremesinghe

7. Ajantha de Soyza

8. Ven. Battaramulle Seelarathana Thero

9. Sarath Fonseka

10. Nuwan Sanjeewa Bopage

11. Oshala Herath

12. Janaka Ratnayake

13. K.K. Piyadasa

14. Mailawanagam Thilakaraja

15. Siripala Amarasinghe

16. Pakkiya Selvam Ariyanethiran

17. Sarath Keerthirathne

18. K. Ananda Kularatne

19. Namal Rajapakshe

20. Akmeemana Dayarathana Thero

21. K.R. Kishan

22. Chaminda Anuruddha

23. Wijeyadasa Rajapakshe

24. Anura Sidney Jayarathne

25. Sirithunga Jayasuriya

26. Mahinda Dewage

27. Mohamed Ilyaz

28. Lakshman Namal Rajapakse

29. Antony Victor Perera

30. Keerthi Wickremeratne

31. Sajith Premadasa

32. Ranil Wickremesinghe

33. Marakkalamanage Premasiri

34. Lalith de Silva

35. P.W.S.K. Bandaranaike

36. D.M. Bandaranaike

37. Anura Kumara Dissanayake

38. Agampodi Prasanga Suranjeewa Anoj de Silva

39. Roshan Ranasinghe

## Meinungsumfragen
Bei den Meinungsumfragen seit März 2023 lag meist Anura Kumara Dissanayake, der Kandidat der kommunistischen Janatha Vimukthi Peramuna in Führung. Zuletzt holten der SJB-Kandidat Sajith Premadasa und auch Präsident Ranil Wickremesinghe auf.
| Datum          | Institut                    | Dissanayake JVP | Premadasa SJB               | Wickremesinghe (Unabhängiger) | (bis August 2024 kein offizieller Kandidat) SLPP | Führung | Fehler- bereich | Stichproben- größe |      |     |      |        |     |
| -------------- | --------------------------- | --------------- | --------------------------- | ----------------------------- | ------------------------------------------------ | ------- | --------------- | ------------------ | ---- | --- | ---- | ------ | --- |
| Datum          | Institut                    | März 2023       | Institute for Health Policy | 48 %                          | 37 %                                             | Führung | Fehler- bereich | Stichproben- größe | 11 % | 4 % | 11 % | ±1–5 % | 521 |
| April 2023     | Institute for Health Policy | 45 %            | 37 %                        | 13 %                          | 6 %                                              | 8 %     | ±1–4 %          | 580                |      |     |      |        |     |
| Mai 2023       | Institute for Health Policy | 38 %            | 34 %                        | 18 %                          | 10 %                                             | 4 %     | ±1–4 %          | 630                |      |     |      |        |     |
| Juni 2023      | Institute for Health Policy | 40 %            | 35 %                        | 15 %                          | 9 %                                              | 5 %     | ±1–3 %          | 506                |      |     |      |        |     |
| Juli 2023      | Institute for Health Policy | 39 %            | 33 %                        | 19 %                          | 9 %                                              | 6 %     | ±1–3 %          | 466                |      |     |      |        |     |
| August 2023    | Institute for Health Policy | 38 %            | 35 %                        | 18 %                          | 9 %                                              | 3 %     | ±1–3 %          | 556                |      |     |      |        |     |
| September 2023 | Institute for Health Policy | 46 %            | 29 %                        | 17 %                          | 8 %                                              | 17 %    | ±1–3 %          | 599                |      |     |      |        |     |
| Oktober 2023   | Institute for Health Policy | 51 %            | 30 %                        | 13 %                          | 6 %                                              | 21 %    | ±1–4 %          | 567                |      |     |      |        |     |
| Dezember 2023  | Institute for Health Policy | 50 %            | 33 %                        | 9 %                           | 8 %                                              | 17 %    | ±1–4 %          | 522                |      |     |      |        |     |
| Januar 2024    | Institute for Health Policy | 50 %            | 36 %                        | 7 %                           | 7 %                                              | 14 %    | ±1–4 %          | 506                |      |     |      |        |     |
| Februar 2024   | Institute for Health Policy | 53 %            | 34 %                        | 6 %                           | 7 %                                              | 19 %    | ±1–3 %          | 575                |      |     |      |        |     |
| März 2024      | Institute for Health Policy | 44 %            | 41 %                        | 8 %                           | 7 %                                              | 3 %     | ±1–3 %          | 527                |      |     |      |        |     |
| April 2024     | Institute for Health Policy | 39 %            | 39 %                        | 13 %                          | 9 %                                              | ±0 %    | ±1–4 %          | 444                |      |     |      |        |     |
| Mai 2024       | Institute for Health Policy | 34 %            | 34 %                        | 6 %                           | 13 %                                             | ±0 %    | ±1–5 %          | 503                |      |     |      |        |     |
| Juni 2024      | Institute for Health Policy | 30 %            | 43 %                        | 20 %                          | 7 %                                              | 13 %    | ±1–11 %         | 446                |      |     |      |        |     |
| Juli 2024      | Institute for Health Policy | 37 %            | 36 %                        | 23 %                          | 4 %                                              | 1 %     | ±1–3 %          | 497                |      |     |      |        |     |

## Wahlmodus
Die Wahl erfolgte nach Instant-Runoff-Voting, d. h. der Wähler hatte die Möglichkeit, bis zu drei Kandidaten der Reihe nach auf dem Stimmzettel anzuordnen. Erreicht keiner der auf den Stimmzetteln erstplatzierten Kandidaten in der ersten Auszählung die Mehrheit, wird derjenige Kandidat mit den wenigsten Erstplatzierungen von allen Stimmzetteln eliminiert. Die nachfolgenden Kandidaten rücken alle eine Position höher. Dann werden erneut die erstplatzierten Kandidaten ausgezählt und das gesamte Verfahren wiederholt. Dies wird so lange wiederholt, bis ein erstplatzierter Kandidat die absolute Mehrheit hat. Dieses Wahlrecht hat zur Folge, dass Stimmen für Kandidaten „nachgeordneter Präferenz“ nicht ganz unter den Tisch fallen, sondern mitberücksichtigt werden, so dass es u. U. sein kann, dass ein Kandidat, der in der ersten Runde nicht an erster Stelle steht, die Wahl gewinnt. Dies war bei Präsidentschaftswahlen in Sri Lanka allerdings noch nie der Fall. Alle vorangegangenen Wahlen wurden mit absoluten Mehrheiten gewonnen, ohne dass Stimmen nachgeordneter Präferenz berücksichtigt werden mussten.

## Ergebnisse

### Landesweites Ergebnis
Nach Auszählung der Stimmzettel zeigte sich am 22. September 2024, dass keiner der Kandidaten die absolute Stimmenmehrheit errungen hatte. Danach begann die Auszählung der Stimmen nachgeordneter Präferenz. Unter Berücksichtigung der Stimmen nachgeordneter Präferenz gewann Dissanayake die Wahl mit 55,89 % vor dem zweitplatzierten Premedasa, der 44,11 % erhielt. Die geringe Zahl von nur 273.131 Präferenzstimmen, die auf die beiden Hauptkandidaten entfielen, zeigte, dass viele Wähler offensichtlich von ihrer Möglichkeit Stimmen nachgeordneter Präferenz zu vergeben keinen Gebrauch gemacht hatten.
Von den 17.140.354 registrierten Wahlberechtigten gaben 13.620.559 ihre Stimme ab, was einer Wahlbeteiligung von 79,46 % entsprach. 300.300 Stimmen (2,20 %) waren ungültig.

Kandidatenmehrheiten (Erste-Präferenz-Stimmen) in den Wahlbezirken

Mehrheiten in den Wahlkreisen:

| Kandidat                        | Partei                           | Stimmen    | Stimmen    | mit Präferenz- stimmen | mit Präferenz- stimmen |
| Kandidat                        | Partei                           | Stimmen    | in Prozent | Stimmen                | in Prozent             |
| ------------------------------- | -------------------------------- | ---------- | ---------- | ---------------------- | ---------------------- |
| Anura Kumara Dissanayake        | Janatha Vimukthi Peramuna        | 5.634.915  | 042,31 %   | 5.740.179              | 055,89 %               |
| Sajith Premadasa                | Samagi Jana Balawegaya           | 4.363.035  | 032,74 %   | 4.530.902              | 044,11 %               |
| Ranil Wickremesinghe            | Unabhängiger                     | 2.292.767  | 017,27 %   | –                      | –                      |
| Namal Rajapaksa                 | Sri Lanka Podujana Peramuna      | 342.781    | 02,57 %    | –                      | –                      |
| Ariyanethiran Pakkiyaselvam     | Unabhängiger                     | 226.342    | 01,70 %    | –                      | –                      |
| Dilith Jayaweera                | Communist Party of Sri Lanka     | 122.396    | 00,92 %    | –                      | –                      |
| K. K. Piyadasa                  | Unabhängiger                     | 47.543     | 00,36 %    | –                      | –                      |
| D. M. Bandaranayake             | Unabhängiger                     | 30.660     | 00,23 %    | –                      | –                      |
| Sarath Fonseka                  | Unabhängiger                     | 22.407     | 00,17 %    | –                      | –                      |
| Wijeyadasa Rajapakshe           | National Democratic Front        | 21.306     | 00,16 %    | –                      | –                      |
| Anuruddha Polgampola            | Unabhängiger                     | 15.411     | 00,12 %    | –                      | –                      |
| Sarath Keerthirathne            | Unabhängiger                     | 15.187     | 00,11 %    | –                      | –                      |
| K. R. Krishan                   | Arunalu People's Front           | 13.595     | 00,10 %    | –                      | –                      |
| Suranjeewa Anoj de Silva        | Democratic United National Front | 12.898     | 00,10 %    | –                      | –                      |
| Priyantha Wickremesinghe        | Nava Sama Samaja Party           | 12.760     | 00,10 %    | –                      | –                      |
| Namal Rajapaksha                | Samabima Party                   | 12.700     | 00,10 %    | –                      | –                      |
| Akmeemana Dayarathana Thero     | Unabhängiger                     | 11.536     | 00,09 %    | –                      | –                      |
| Nuwan Bopege                    | Socialist People's Forum         | 11.191     | 00,08 %    | –                      | –                      |
| Ajantha de Zoyza                | Ruhunu People's Party            | 11.191     | 00,08 %    | –                      | –                      |
| Victor Anthony Perera           | Unabhängiger                     | 10.374     | 00,08 %    | –                      | –                      |
| Siripala Amarasinghe            | Unabhängiger                     | 9.035      | 00,07 %    | –                      | –                      |
| Siritunga Jayasuriya            | United Socialist Party           | 8.954      | 00,07 %    | –                      | –                      |
| Battaramulle Seelarathana Thero | People's Welfare Front           | 6.839      | 00,05 %    | –                      | –                      |
| Abubakar Mohamed Infaz          | Democratic Unity Alliance        | 6.531      | 00,05 %    | –                      | –                      |
| Pemasiri Manage                 | Unabhängiger                     | 5.822      | 00,04 %    | –                      | –                      |
| Mahinda Dewage                  | Socialist Party of Sri Lanka     | 5.338      | 00,04 %    | –                      | –                      |
| Keerthi Wickremeratne           | Our People's Power Party         | 4.676      | 00,04 %    | –                      | –                      |
| Pani Wijesiriwardena            | Socialist Equality Party         | 4.410      | 00,03 %    | –                      | –                      |
| Oshala Herath                   | New Independent Front            | 4.253      | 00,03 %    | –                      | –                      |
| Roshan Ranasinghe               | Unabhängiger                     | 4.205      | 00,03 %    | –                      | –                      |
| P. W. S. K. Bandaranayake       | National Development Front       | 4.070      | 00,03 %    | –                      | –                      |
| Ananda Kularatne                | Unabhängiger                     | 4.013      | 00,03 %    | –                      | –                      |
| Lalith de Silva                 | United National Freedom Front    | 3.004      | 00,02 %    | –                      | –                      |
| Sidney Jayarathna               | Unabhängiger                     | 2.799      | 00,02 %    | –                      | –                      |
| Janaka Ratnayake                | United Lanka People's Party      | 2.405      | 00,02 %    | –                      | –                      |
| M. Thilakarajah                 | Unabhängiger                     | 2.138      | 00,02 %    | –                      | –                      |
| Sarath Manamendra               | New Sinhala Heritage             | 1.911      | 00,01 %    | –                      | –                      |
| A. S. P. Liyanage               | Sri Lanka Labour Party           | 1.860      | 00,01 %    | –                      | –                      |
| Gültige Stimmen                 | Gültige Stimmen                  | 13.320.259 | 100,00 %   | 10.271.081             | 100,0 %                |

### Ergebnis nach Wahlkreisen
Bis auf die Wahlkreise Jaffna und Vanni sind die Wahlkreises deckungsgleich mit den entsprechenden Distrikten. Bei der Wahl zeigte sich ein bekanntes Muster in dem Sinne, dass der Kandidat der stark singhalesisch geprägten JVP vorwiegend im Süden gewählt wurde, während die Sri-Lanka-Tamilen und die indischen Tamilen, sowie die Muslime in der Ostprovinz überwiegend den SJB-Kandidaten Premadasa wählten.
| Von Dissanayake gewonnene Wahlkreise |
| Von Premadasa gewonnene Wahlkreise   |

| Wahlkreis    | Dissanayake  | Dissanayake | Premadasa | Premadasa | Wickremesinghe | Wickremesinghe | Andere    | Andere  | Gültige Stimmen | Ungültige Stimmen | Stimmen gesamt | Registrierte Wähler | Beteiligung |        |         |       |         |         |         |
| Wahlkreis    | Votes        | %           | Stimmen   | %         | Stimmen        | %              | Stimmen   | %       | Gültige Stimmen | Ungültige Stimmen | Stimmen gesamt | Registrierte Wähler | Beteiligung |        |         |       |         |         |         |
| ------------ | ------------ | ----------- | --------- | --------- | -------------- | -------------- | --------- | ------- | --------------- | ----------------- | -------------- | ------------------- | ----------- | ------ | ------- | ----- | ------- | ------- | ------- |
| Wahlkreis    | Anuradhapura | 285.944     | 47,37 %   | 202.289   | 33,51 %        | 82.152         | 13,61 %   | 33.301  | Gültige Stimmen | Ungültige Stimmen | Stimmen gesamt | Registrierte Wähler | Beteiligung | 3,17 % | 603.686 | 9.782 | 613.468 | 741.862 | 82,69 % |
| Badulla      | 197.283      | 34,68 %     | 219.674   | 38,61 %   | 115.138        | 20,34 %        | 36.829    | 3,13 %  | 568.924         | 15.519            | 584.443        | 705.772             | 82,81 %     |        |         |       |         |         |         |
| Batticaloa   | 38.832       | 12,19 %     | 139.110   | 43,66 %   | 91.132         | 28,60 %        | 49.574    | 12,63 % | 318.648         | 8.876             | 327.524        | 449.686             | 72,83 %     |        |         |       |         |         |         |
| Colombo      | 629.963      | 47,21 %     | 342.108   | 25,64 %   | 281.436        | 21,09 %        | 80.883    | 4,31 %  | 1.334.390       | 31.796            | 1.366.186      | 1.765.351           | 77,39 %     |        |         |       |         |         |         |
| Digamadulla  | 108.971      | 25,74 %     | 200.384   | 47,33 %   | 86.589         | 20,45 %        | 27.453    | 4,22 %  | 423.397         | 6.563             | 429.960        | 555.432             | 77,41 %     |        |         |       |         |         |         |
| Galle        | 366.721      | 51,45 %     | 189.555   | 26,59 %   | 107.336        | 15,06 %        | 49.208    | 6,90 %  | 712.820         | 12.541            | 725.361        | 903.163             | 80,31 %     |        |         |       |         |         |         |
| Gampaha      | 809.410      | 55,50 %     | 349.550   | 23,97 %   | 216.028        | 14,81 %        | 83.401    | 4,05 %  | 1.458.389       | 29.381            | 1.487.770      | 1.881.129           | 79,09 %     |        |         |       |         |         |         |
| Hambantota   | 221.913      | 51,96 %     | 131.503   | 30,79 %   | 33.217         | 7,78 %         | 40.429    | 9,47 %  | 427.062         | 6.443             | 433.505        | 520.940             | 83,22 %     |        |         |       |         |         |         |
| Jaffna       | 27.086       | 7,29 %      | 121.177   | 32,60 %   | 84.558         | 22,75 %        | 138.867   | 37,36 % | 371.688         | 25.353            | 397.041        | 593.187             | 66,93 %     |        |         |       |         |         |         |
| Kalutara     | 387.764      | 47,43 %     | 236.307   | 28,91 %   | 143.285        | 17,53 %        | 50.162    | 4,10 %  | 817.518         | 16.243            | 833.761        | 1.024.244           | 81,40 %     |        |         |       |         |         |         |
| Kandy        | 394.534      | 42,26 %     | 323.998   | 34,71 %   | 162.707        | 17,43 %        | 52.277    | 3,13 %  | 933.516         | 24.153            | 957.669        | 1.191.399           | 80,38 %     |        |         |       |         |         |         |
| Kegalle      | 247.179      | 43,39 %     | 185.930   | 32,64 %   | 106.510        | 18,70 %        | 30.060    | 2,94 %  | 569.679         | 11.878            | 581.557        | 709.622             | 81,95 %     |        |         |       |         |         |         |
| Kurunegala   | 544.763      | 48,20 %     | 368.290   | 32,58 %   | 146.520        | 12,96 %        | 70.720    | 4,17 %  | 1.130.293       | 19.337            | 1.149.630      | 1.417.226           | 81,12 %     |        |         |       |         |         |         |
| Matale       | 140.544      | 41,37 %     | 121.803   | 35,85 %   | 53.829         | 15,84 %        | 23.558    | 3,96 %  | 339.734         | 7.921             | 347.655        | 429.991             | 80,85 %     |        |         |       |         |         |         |
| Matara       | 287.662      | 52,46 %     | 147.462   | 26,89 %   | 79.249         | 14,45 %        | 33.956    | 4,12 %  | 548.329         | 9.687             | 558.016        | 686.175             | 81,32 %     |        |         |       |         |         |         |
| Moneragala   | 140.269      | 41,86 %     | 134.238   | 40,06 %   | 35.728         | 10,66 %        | 24.847    | 4,60 %  | 335.082         | 6.671             | 341.753        | 399.166             | 85,62 %     |        |         |       |         |         |         |
| Nuwara Eliya | 105.057      | 22,17 %     | 201.814   | 42,58 %   | 138.619        | 29,25 %        | 28.445    | 2,72 %  | 473.935         | 14.643            | 488.578        | 605.292             | 80,72 %     |        |         |       |         |         |         |
| Polonnaruwa  | 130.880      | 46,12 %     | 100.730   | 35,49 %   | 36.908         | 13,00 %        | 15.283    | 5,39 %  | 283.801         | 4.962             | 288.763        | 351.302             | 82,19 %     |        |         |       |         |         |         |
| Puttalam     | 207.134      | 44,06 %     | 173.382   | 36,88 %   | 60.719         | 12,92 %        | 28.860    | 3,55 %  | 470.095         | 8.279             | 478.374        | 663.673             | 72,08 %     |        |         |       |         |         |         |
| Ratnapura    | 291.708      | 39,32 %     | 257.721   | 34,74 %   | 145.038        | 19,55 %        | 47.433    | 3,88 %  | 741.900         | 15.070            | 756.970        | 923.736             | 81,95 %     |        |         |       |         |         |         |
| Trincomalee  | 49.886       | 20,83 %     | 120.588   | 50,36 %   | 40.496         | 16,91 %        | 28.491    | 11,90 % | 239.461         | 5.821             | 245.282        | 315.925             | 77,64 %     |        |         |       |         |         |         |
| Vanni        | 21.412       | 9,86 %      | 95.422    | 43,92 %   | 52.573         | 24,20 %        | 212.778   | 22,02 % | 217.269         | 9.381             | 226.650        | 306.081             | 74,05 %     |        |         |       |         |         |         |
| Gesamt       | 5.634.915    | 42,31 %     | 4.363.035 | 32,76 %   | 2.299.767      | 17,27 %        | 1.186.815 | 8,91 %  | 13.319.616      | 300.300           | 13.619.916     | 17.140.354          | 79,46 %     |        |         |       |         |         |         |

1. 1 2  Davon 36.905 Stimmen (11,58 %) für Ariyanethiran Pakkiyaselvam
2. 1 2  Davon 116.688 Stimmen (31,39 %) für Ariyanethiran Pakkiyaselvam
3. 1 2  Davon 36.377 Stimmen (16,74 %) für Ariyanethiran Pakkiyaselvam

## Nach der Wahl
Die politischen Konkurrenten Dissanayakes erkannten ohne Umschweife dessen Wahlsieg an und gratulierten ihm zur Wahl. Staatsoberhäupter und Repräsentanten von Staaten aus aller Welt (USA, Indien, China, Japan, Vereinigtes Königreich etc.) gratulierten ebenfalls und lobten den geordneten und gewaltfreien Ablauf der Wahl. Am 23. September 2024 wurde Dissanayake als neuer Präsident vereidigt. Allgemein wurde erwartet, dass der neue Präsident demnächst das Parlament auflösen und Neuwahlen ausschreiben werde. Dies geschah auch und am 24. September 2024 erklärte Dissanayake das Parlament für aufgelöst und setzte Neuwahlen für den 14. November 2024 an.